# David Phelps (baseball)
Pour le politicien du même nom, voir David Phelps.
Pour les articles homonymes, voir Phelps.
David Edward Phelps (né le 9 octobre 1986 à Saint-Louis dans le Missouri aux États-Unis) est un lanceur droitier des Mariners de Seattle de la Ligue majeure de baseball.

## Carrière

### Yankees de New York
Athlète évoluant pour les Fighting Irish de l'Université Notre-Dame, David Phelps est repêché par les Yankees de New York au 14e tour de sélection en 2008.
Lanceur partant dans les ligues mineures, Phelps gagne un poste de lanceur de relève à l'ouverture de la saison 2012 des Yankees. Il fait ses débuts dans le baseball majeur le 7 avril contre les Rays de Tampa Bay. Dans ses deux premières sorties, il retire sur des prises 5 des 9 premiers frappeurs qu'il affronte dans les grandes ligues,.
Phelps est utilisé tant comme partant que comme releveur en trois saisons à New York. Il amorce 40 de ses 87 matchs joués pour les Yankees de 2012 à 2014. Sa moyenne de points mérités s'élève à 4,21 en 299 manches et deux tiers lancées au total, avec 15 victoires, 14 défaites et un sauvetage. Le 23 juillet 2014 face aux Rangers du Texas, Phelps lance le premier match complet de sa carrière dans un succès de 2-1 des Yankees.

### Marlins de Miami
Le 19 décembre 2014, Phelps et le joueur de troisième but Martín Prado passent aux Marlins de Miami dans la transaction qui envoie chez les Yankees les lanceurs droitiers Nathan Eovaldi et Domingo Germán ainsi que le joueur de premier but Garrett Jones.

### Mariners de Seattle
Le 20 juillet 2017, les Marlins échangent Phelps aux Mariners de Seattle contre 4 joueurs de ligues mineures : le joueur de champ extérieur Brayan Hernandez et les lanceurs droitiers Pablo Lopez, Brandon Miller et Lukas Schiraldi.

## Vie personnelle
Phelps grandit à Saint-Louis (Missouri). Étudiant à l'école secondaire, il joue au basketball et travaille trois ans au St. Louis Post-Dispatch, où sa tâche était d'entrer les statistiques sportives du journal.
David Phelps et son épouse Maria ont une fille, Adeline, née le 22 mars 2012.